# Выгран, Александр Николаевич
Александр Николаевич Выгран (15 [27] сентября 1881, Евпатория, Таврическая губерния — 30 января 1918, Евпатория) — русский офицер, полковник Русской императорской армии. Участник Первой мировой войны. Кавалер ордена Святого Георгия IV класса. Жертва Красного террора в Евпатории.

## Биография
Православный. Из потомственных дворян Таврической губернии. Сын генерал-лейтенанта Николая Ивановича Выграна. Младший брат Владимир — участник Белого движения, генерал-майор.
Окончил Петровский Полтавский кадетский корпус (1899) и Михайловское артиллерийское училище по 1-му разряду (1902), откуда выпущен был подпоручиком в 21-ю конно-артиллерийскую батарею. Прибыл к месту прохождения службы 18 сентября 1902 года.
Участник Русско-японской войны. 2 марта 1904 года перешёл границу Маньчжурии. 11 апреля 1904 года на время военных действий прикомандирован к 1-му Читинскому полку Забайкальского казачьего войска. 2 мая 1904 года прибыл в полк и назначен младшим офицером в 1-ю сотню. С 17 мая по 2 августа 1904 года за болезнью командира 2-й сотни назначен временно командовать 2-й сотней. 29 августа 1904 года произведён в поручики. С 23 июня по 16 августа 1905 года за болезнью полкового адъютанта назначен исполнять его должность. 22 марта 1906 года откомандирован в свою часть, прибыл в батарею 3 сентября 1906 года.
15 сентября 1906 года назначен адъютантом 14-го конно-артиллерийского дивизиона. В начале марта 1909 года в штабе Варшавского военного округа сдал вступительный экзамен для поступления в Императорскую Николаевскую академию Генерального штаба. 16 августа 1909 года зачислен в младший класс академии. По сведениям на 1 января 1910 года — штабс-капитан 14-го конно-артиллерийского дивизиона в городе Кельцы.
Участник Первой мировой войны, штабс-капитан 21-й конно-артиллерийской батареи, затем подполковник и полковник, командир 27-й конно-артиллерийской батареи. 17 апреля 1915 года был награждён орденом Святого Георгия IV класса за то, что: 

…в бою 24-го, 25-го и 26-го Ноября 1914 года у сел. Ксенже-Млын, находясь под сильным ружейным и артиллерийским огнём, заставил замолчать сильнейшую неприятельскую артиллерию; далее своим метким огнём отбил несколько атак неприятеля, направленных на важный пункт нашего расположения, и тем способствовал нашим войскам перейти из оборонительного положения в наступательное.

## Гибель
Полковник А. Н. Выгран прибыл после тяжёлого ранения к семье в Евпаторию в конце 1917 года для окончательного выздоровления. В условиях революционной анархии он возглавил, как старший по чину, сформированную на добровольных началах Евпаторийскую офицерскую дружину, в которую записалось до 150 местных офицеров. Очевидец событий вспоминал о нём: «Для меня… Вырган был примером офицера. Высокого роста, атлетического сложения, горбоносый брюнет немного восточного типа. Как-то раз я видел его верхом — он прямо „просился“ на картину»:302.
Белые офицеры активизировали свои действия и захватили береговую батарею, находившуюся за городом в дачном районе, взяв в плен оборонявших её 40 артиллеристов-солдат. По собственной инициативе заместитель председателя Евпаторийского Совета рабочих, солдатских и крестьянских депутатов Давид Караев в одиночку направился на переговоры с целью остановить наступление и добиться освобождения пленных, однако оказался схвачен, избит и ночью 13 (26) января ещё живым был закопан в прибрежный песок возле дачи, занимаемой штабом белогвардейцев.

По воспоминаниям мемуариста А. Л. Сапожникова:
…Никто не знал, кто убил Караева. Никакого следствия не было, да, наверное, в тех условиях и быть не могло. Сельвинский же утверждает, что физическим убийцей Караева является капитан Новицкий. Пусть это лежит на совести писателя: я же уверен, что ни Выгран, ни Новицкий такой уголовщиной лично не занимались.
15 (28) января 1918 года в Евпаторию из Севастополя прибыл десант революционных матросов Черноморского флота для вооружённого установления в городе советской власти. И хотя офицерская дружина не оказала организованного сопротивления, все задержанные офицеры были казнены матросами. Полковник А. Н. Вырган, как и многие другие жертвы красных, был казнён на борту гидрокрейсера «Румыния» 17 (30) января 1918 года на глазах собственной семьи, наблюдающей за казнью с Крымского берега. По воспоминаниям очевидца: «Держал он себя очень достойно и, стоя перед экзекуционным взводом, вынул из кармана золотой портсигар и закурил папиросу. Палачи не посмели ему помешать. Затем он бросил портсигар в море и крикнул: „Ну, стреляйте!“»:262.
Летом 1918 года море выбросило на берег труп А. Н. Выграна, тело которого семья смогла опознать только по родимому пятну на груди:262.

## Семья
Был женат на дочери окружного горного инженера Елене Константиновне Гривнак, имел дочь (родилась 12 августа 1906 года).
Младший брат Владимир — кавалер Золотого оружия, участник Белого движения, генерал-майор.

## Награды
- Орден Святой Анны 4-й ст. (ВП 14.08.1904)
- Орден Святого Станислава 3-й ст. с мечами и бантом (ВП 6.10.1904)
- Орден Святой Анны 3-й ст. с мечами и бантом (ВП 2.02.1906)
- Орден Святого Георгия 4-й ст. (ВП 17.04.1915)